# مطار بارا
مطار بارا (بالإنجليزية: Barra Airport)‏ (إياتا: BRR، إيكاو: EGPR) (المعروف أيضاً باسم مطار بارا إوليغاري) هو مطار قصير المدرج (ستولبورت) يقع في خليج واسع ضحل قي «تراي مهور» على الطرف الشمالي من جزيرة بارا، من هبرديس الخارجي في اسكتلندا. المطار فريد من نوعه، كونه الوحيد في العالم حيث يستخدم الشاطئ كمدرج للرحلات المجدولة. افتتح مطار بارا عام 1936.

## الخطوط الجوية والوجهات
| شركـات طيـران | الوجهات            |
| ------------- | ------------------ |
| لوغاناير      | مطار غلاسكو الدولي |

## معرض الصور

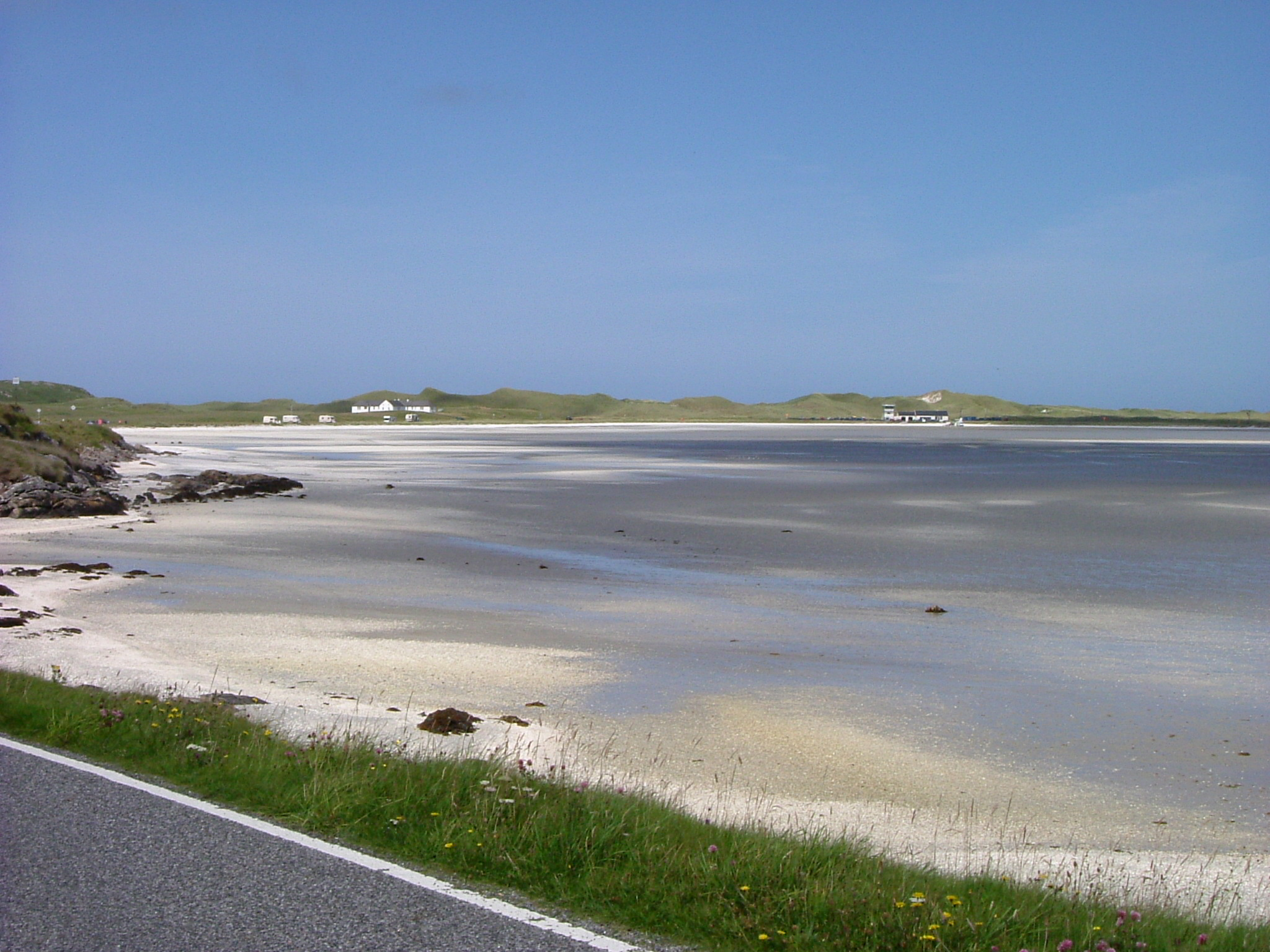
رمال المطار
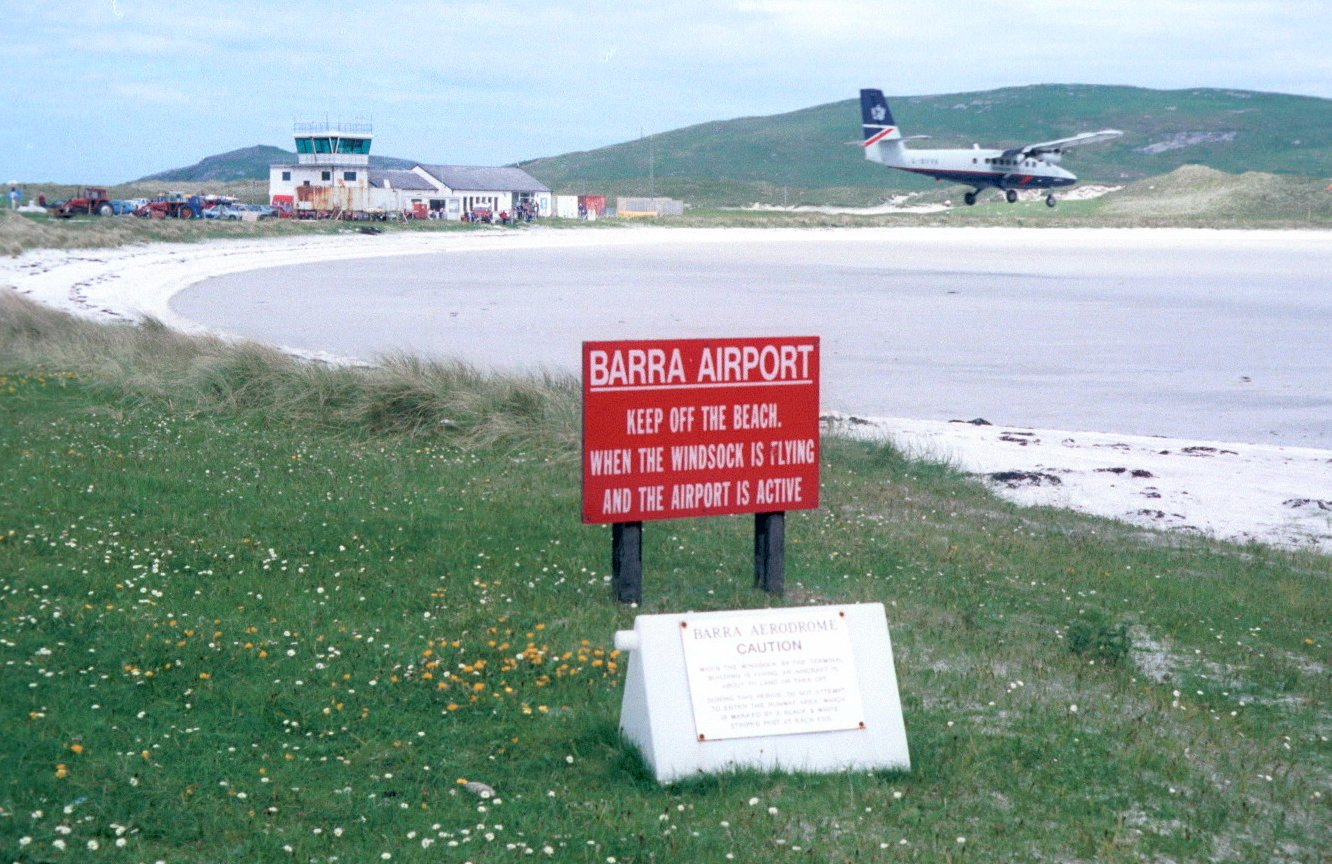
مطار بارا
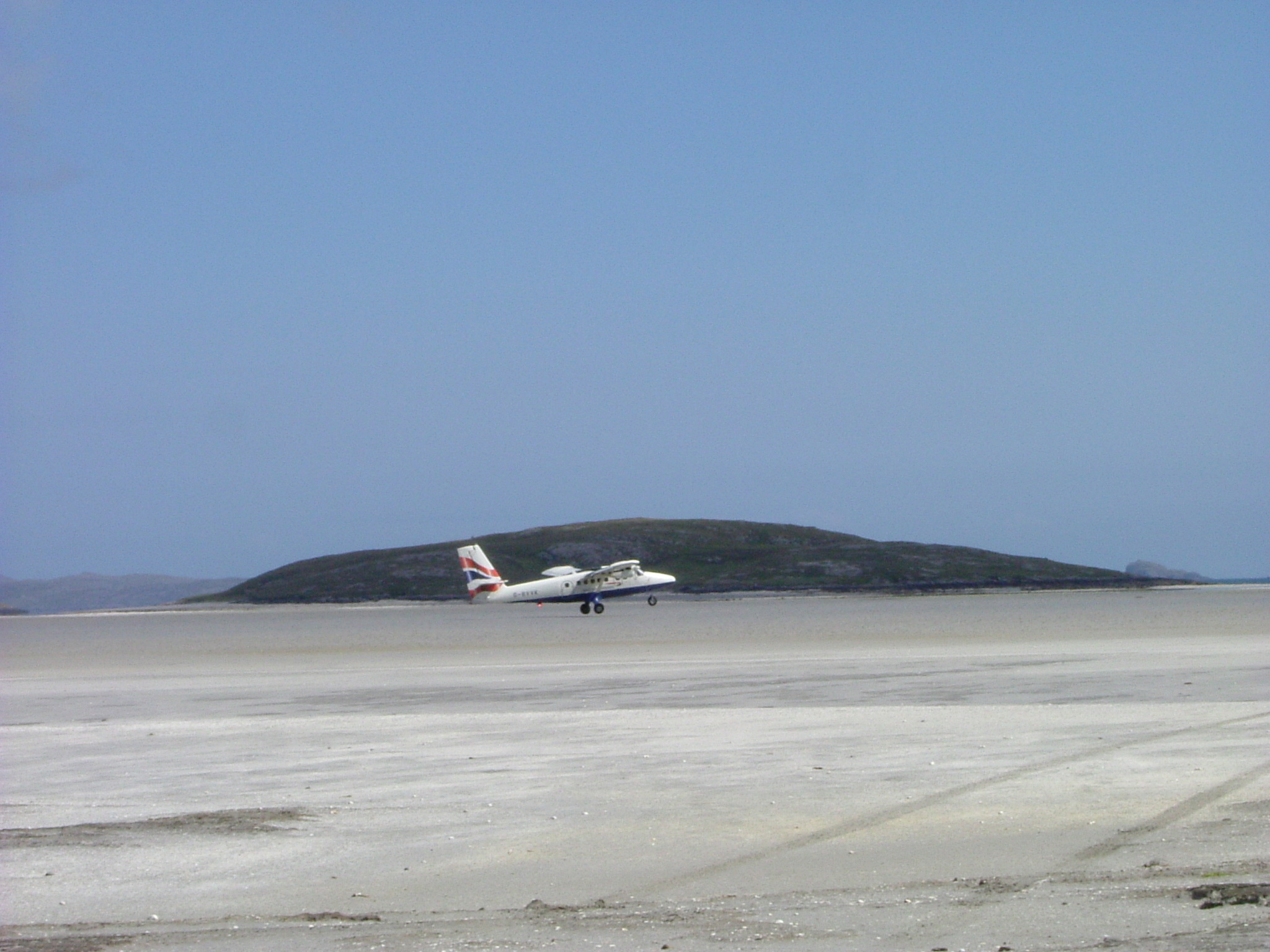
توين أوتر تهبط في مطار بارا

## وصلات خارجية
- مطار بارا - الموقع الرسمي
- Departure from Traigh Mhor Airfield, Barra, Hebrides

## مزيد من القراءة
- Times subject to Tides - The Story of Barra Airport, Roy Calderwood, Kea Publishing 1999 ISBN 978-0-9518958-3-2